# Figulus chaminadei
Figulus chaminadei es una especie de coleóptero de la familia Lucanidae.

## Distribución geográfica
Habita en Sumba (Indonesia).